# 伊罗陶
伊罗陶，是匈牙利包尔绍德-奥包乌伊-曾普伦州所辖的一个村。总面积12.34平方公里，总人口66，人口密度5.3人/平方公里（2011年1月1日）。